# ビッグ・シーフ
ビッグ・シーフ（Big Thief）は、アメリカ合衆国ニューヨーク州ブルックリン出身のインディー・ロックバンド。2015年に結成され、現在までに4つのアルバムを発表している。
メンバーはエイドリアン・レンカー（ボーカル・ギター）、バック・ミーク（ギター）、マックス・オレアルチック（ベース）、ジェームズ・クリヴチェニア（ドラムス）の4人。2016年のデビューアルバム『Masterpiece』が話題となりインディー・ロック/フォークの新鋭として知られるようになる。 2017年に2作目のアルバム『Capacity』を発表。2019年の2枚のアルバム『U.F.O.F.』『Two Hands』は高い評価を受け、『U.F.O.F.』がグラミー賞のオルタナティヴ・ミュージック・アルバム部門にノミネートされた。

## 来歴

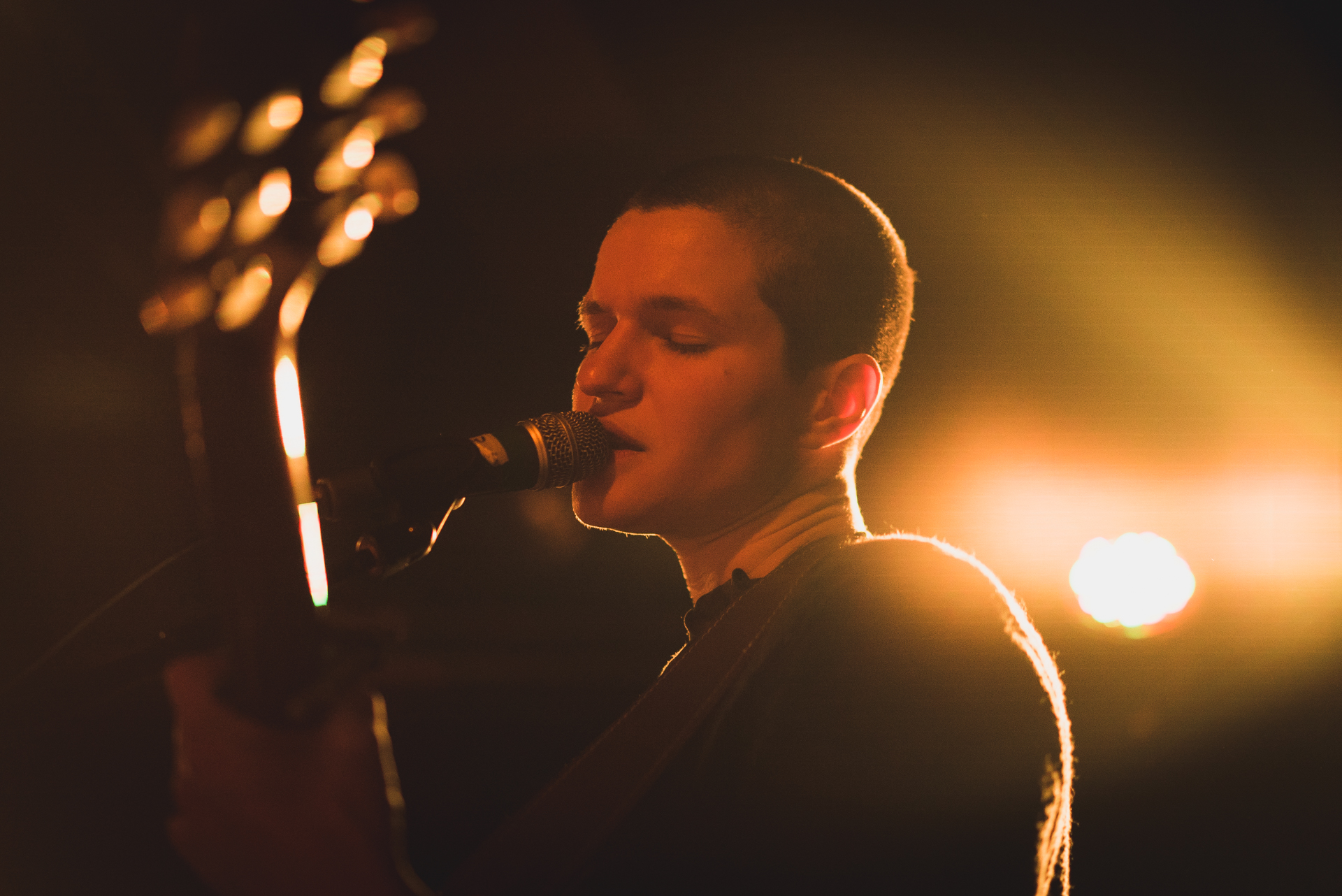
ギター・ボーカルのエイドリアン・レンカー（2017年）

2015年、ビッグ・シーフが結成される。メンバー4人は全員バークリー音楽大学に通っていたが、グループを結成したのは卒業してからだった。
2016年5月27日、デビューアルバム『Masterpiece』をSaddle Creekからリリースする。
2017年6月9日、2作目のアルバム『Capacity』をSaddle Creekからリリースする。
2019年5月3日、3作目のアルバム『U.F.O.F.』を4ADからリリース。同年10月11日、4作目のアルバム『Two Hands』をリリースする。『U.F.O.F.』は第62回グラミー賞のオルタナティヴ・ミュージック・アルバム部門にノミネートされた。

## メンバー

### 現在のメンバー
- エイドリアン・レンカー（Adrianne Lenker） - ボーカル、ギター（2015年 - ）
- バック・ミーク（Buck Meek） - ギター、バッキングボーカル（2015年 - ）
- マックス・オレアルチック（Max Oleartchik）  - ベース（2015年 - ）
- ジェームズ・クリヴチェニア（James Krivchenia）  - ドラムス（2016年 - ）

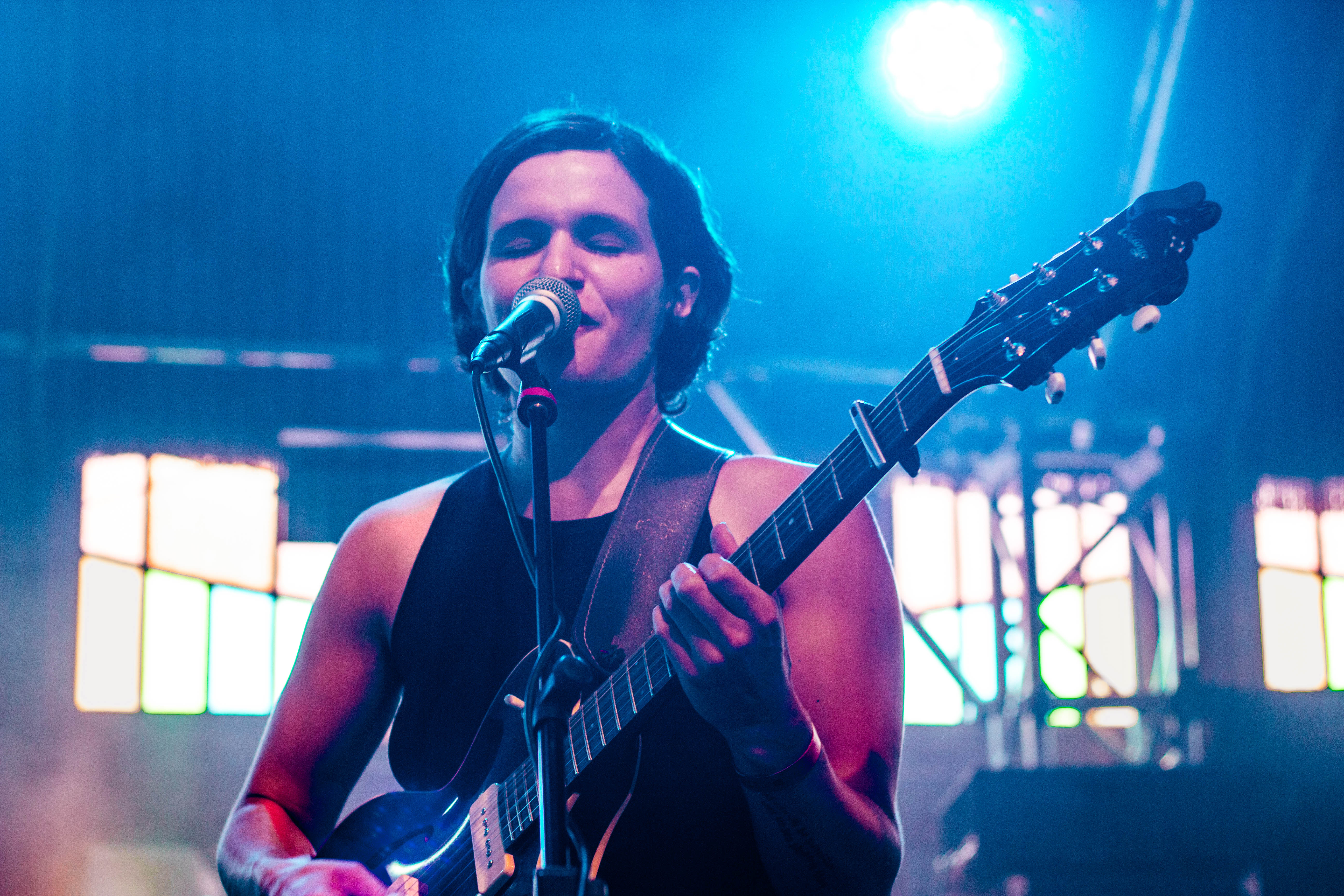
エイドリアン・レンカー（ボーカル・ギター）
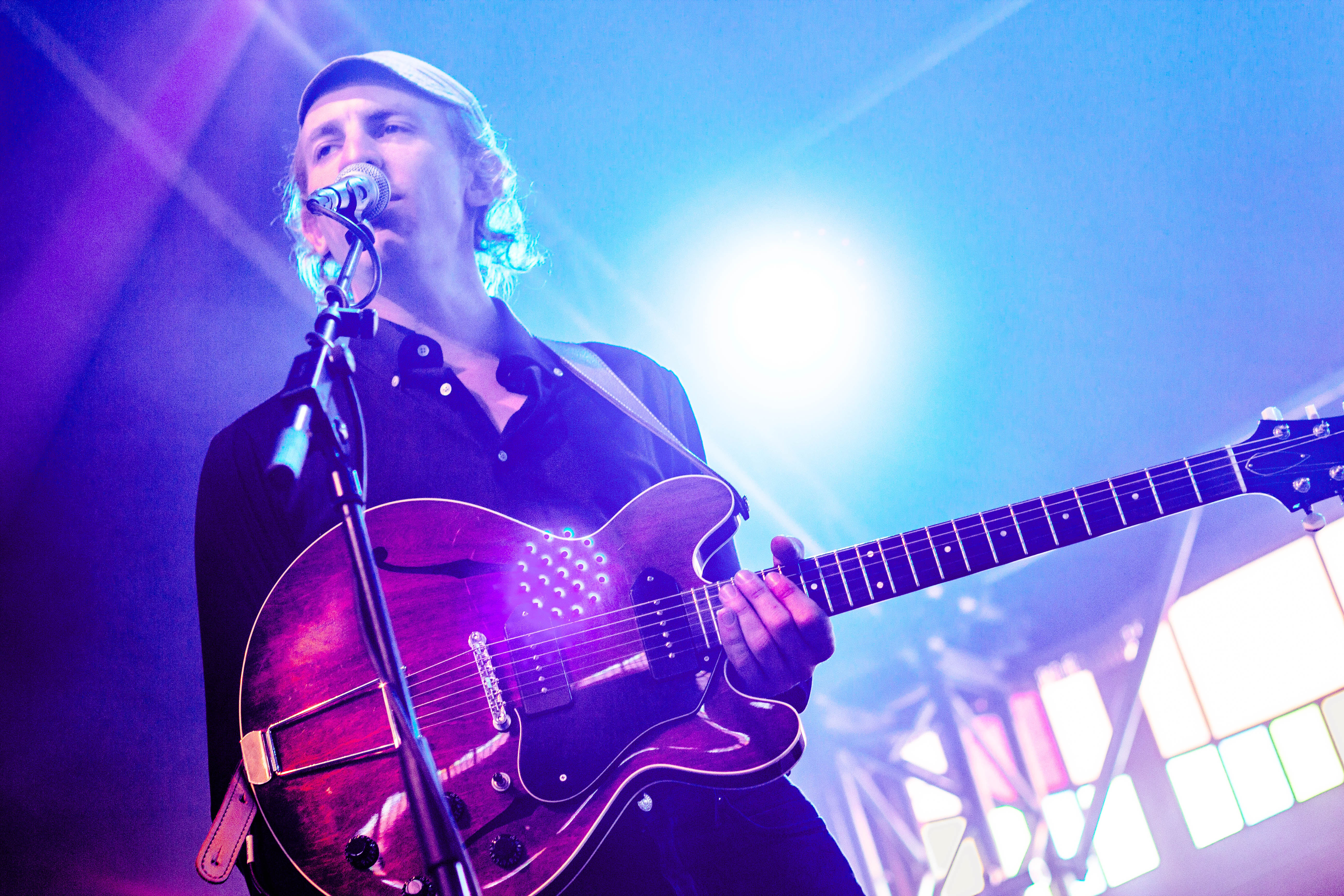
バック・ミーク（ギター）
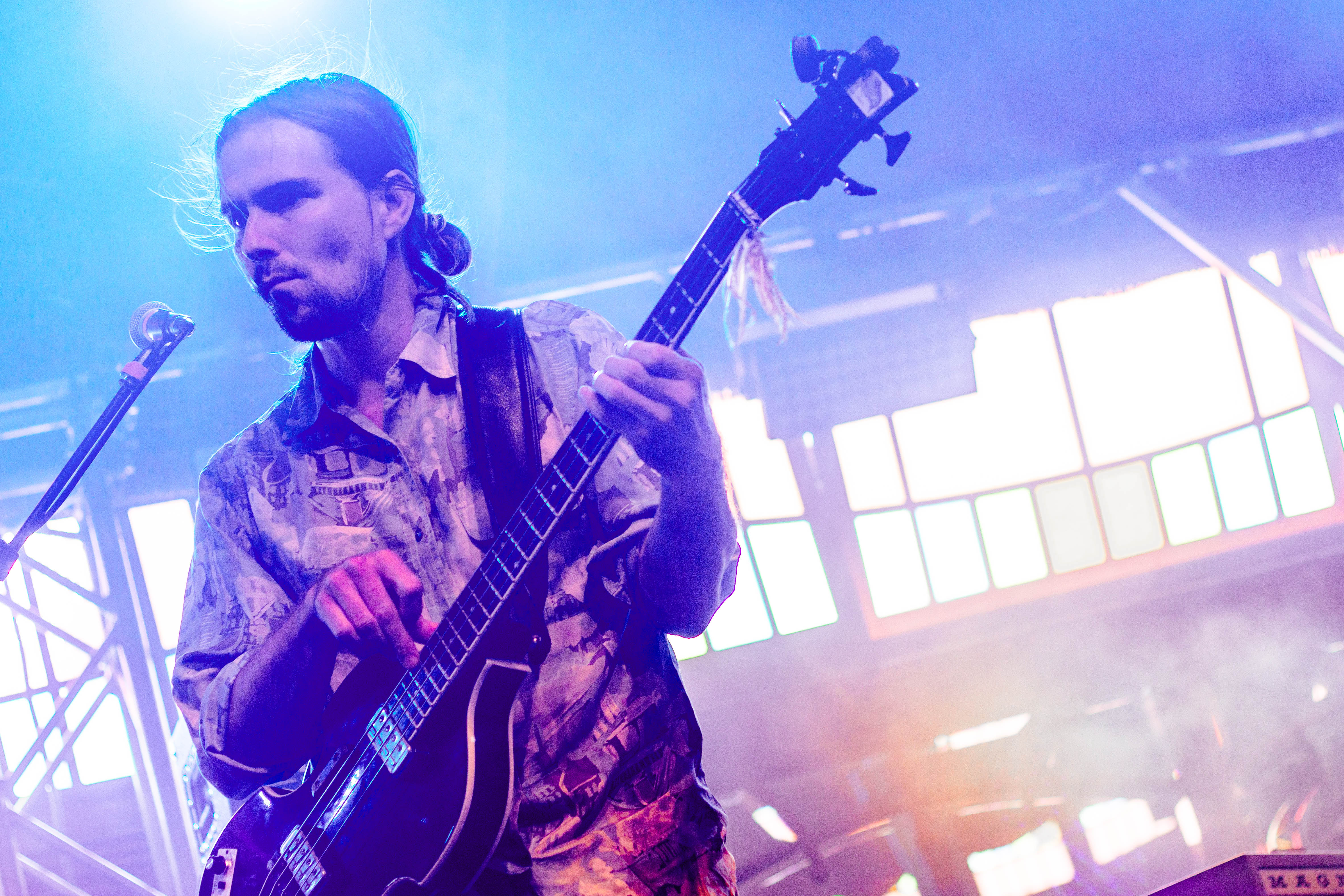
マックス・オレアルチック（ベース）
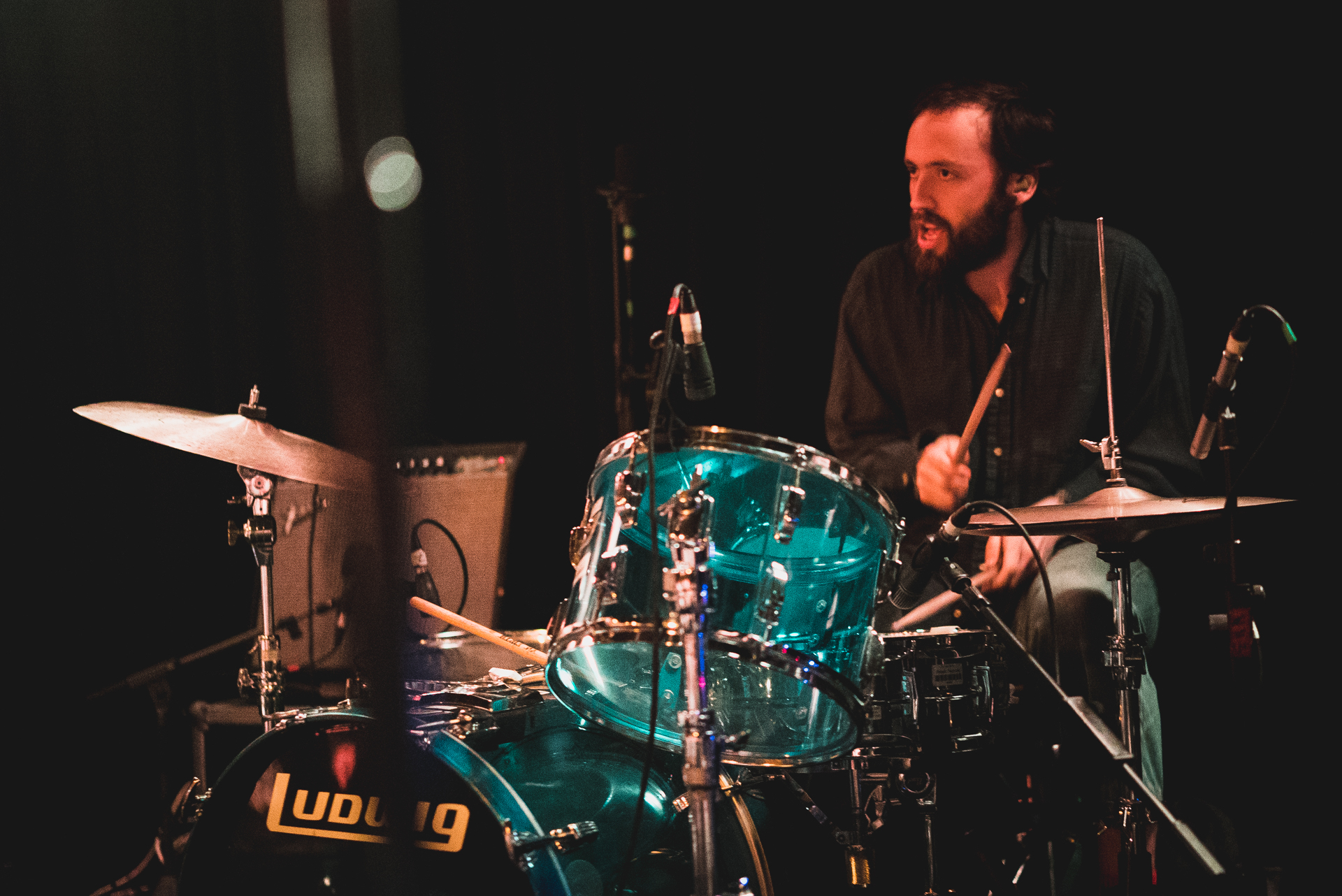
ジェームズ・クリヴチェニア（ドラムス）

### 過去のメンバー
- ジェイソン・バーガー（Jason Burger） - ドラムス（2015年 - 2016年）

## ディスコグラフィ
スタジオ・アルバム
- Masterpiece (2016年5月27日、Saddle Creek)
- Capacity (2017年6月9日、Saddle Creek)
- U.F.O.F. (2019年5月3日、4AD)
- Two Hands (2019年10月11日、4AD)
- Dragon New Warm Mountain I Believe in You (2022年2月11日、4AD)